# Замок Орьон
Замок Орьон — замок XVII века, расположенный на Юге Франции около деревни Орьон департамент Атлантические Пиренеи. В замке сохранились мебель и предметы искусства, портреты предыдущих хозяев замка, их письма, книги, одежду разных эпох и предметы личного пользования. 

## Географическое положение
Замок Орион расположен в деревне Орьон между городами По и Биарритц в исторической области Беарн. 

## История

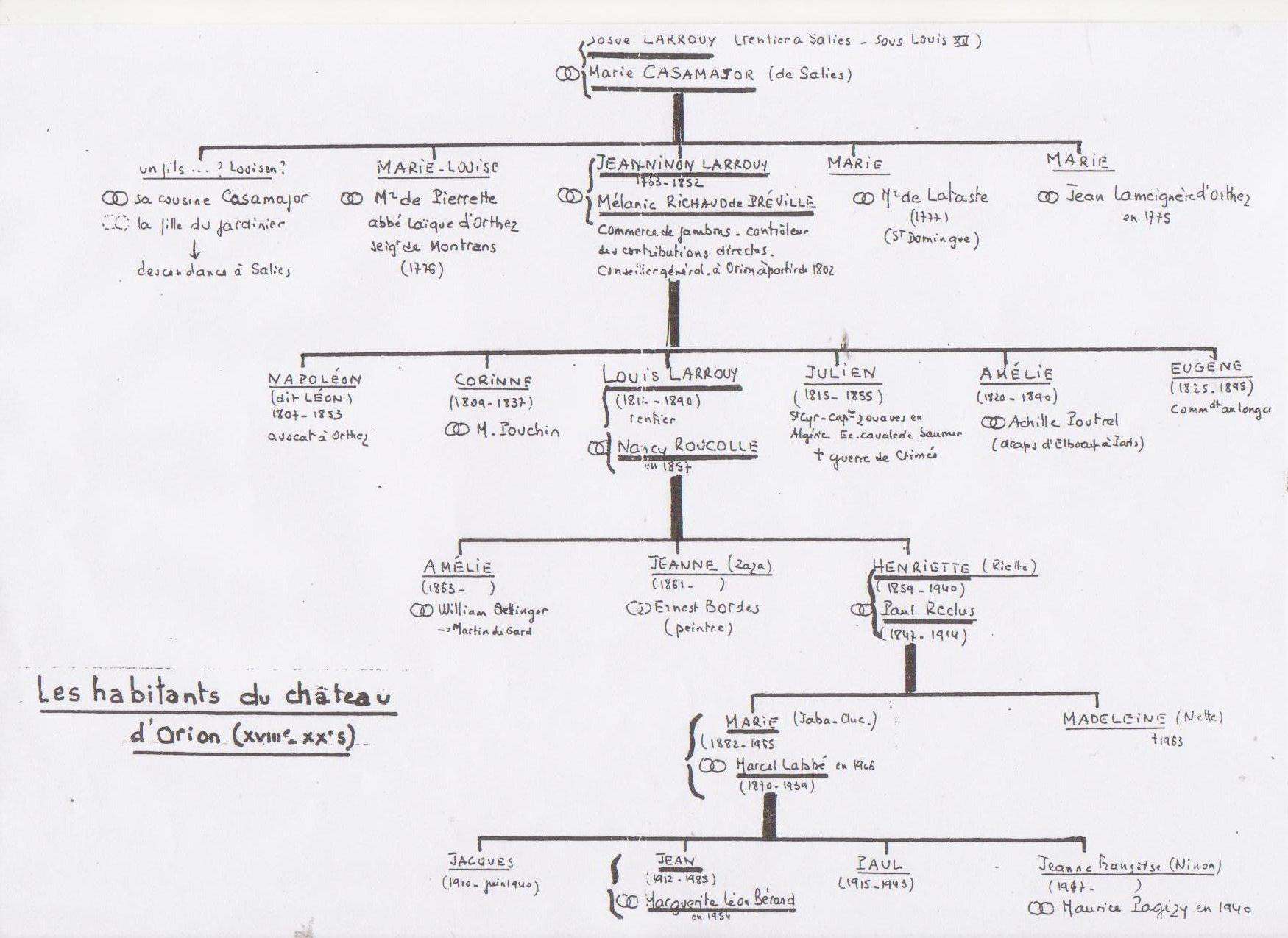
Жи́тели Замка Орион

Замок был построен в XVII веке. В начале XVII века он представлял собой аббатство и являлся собственностью семьи Касамайор вплоть до Французской Революции. В начале XIX века семья Ларуй купила замок и привнесла в него некоторые изменения. В том же веке наследница семьи Ларуй Генриетта вышла замуж за врача Поля Реклю. В 1918 году поэт Анри Ренье, друг Андрэ Жида посвятил свою поэму её падчерице Мадлен Реклю. В начале 50-х годов XX века последний владелец замка, Жан Лаббэ, взял в жены Маргариту Берар, дочь министра образования Франции Леону Берар.

## Замок сегодня
Владения замка — это более 30 гектаров лесов и полей с видом на Пиренеев. В 2003 году Орион был продан немецкой семье Премауэр, которая занялась его восстановлением. Сейчас замок представляет собой мини-гостиницу с уникальными подлинными историческими интерьерами. В Орьоне также проводятся различные конференции и семинары.

## Фотогалерея

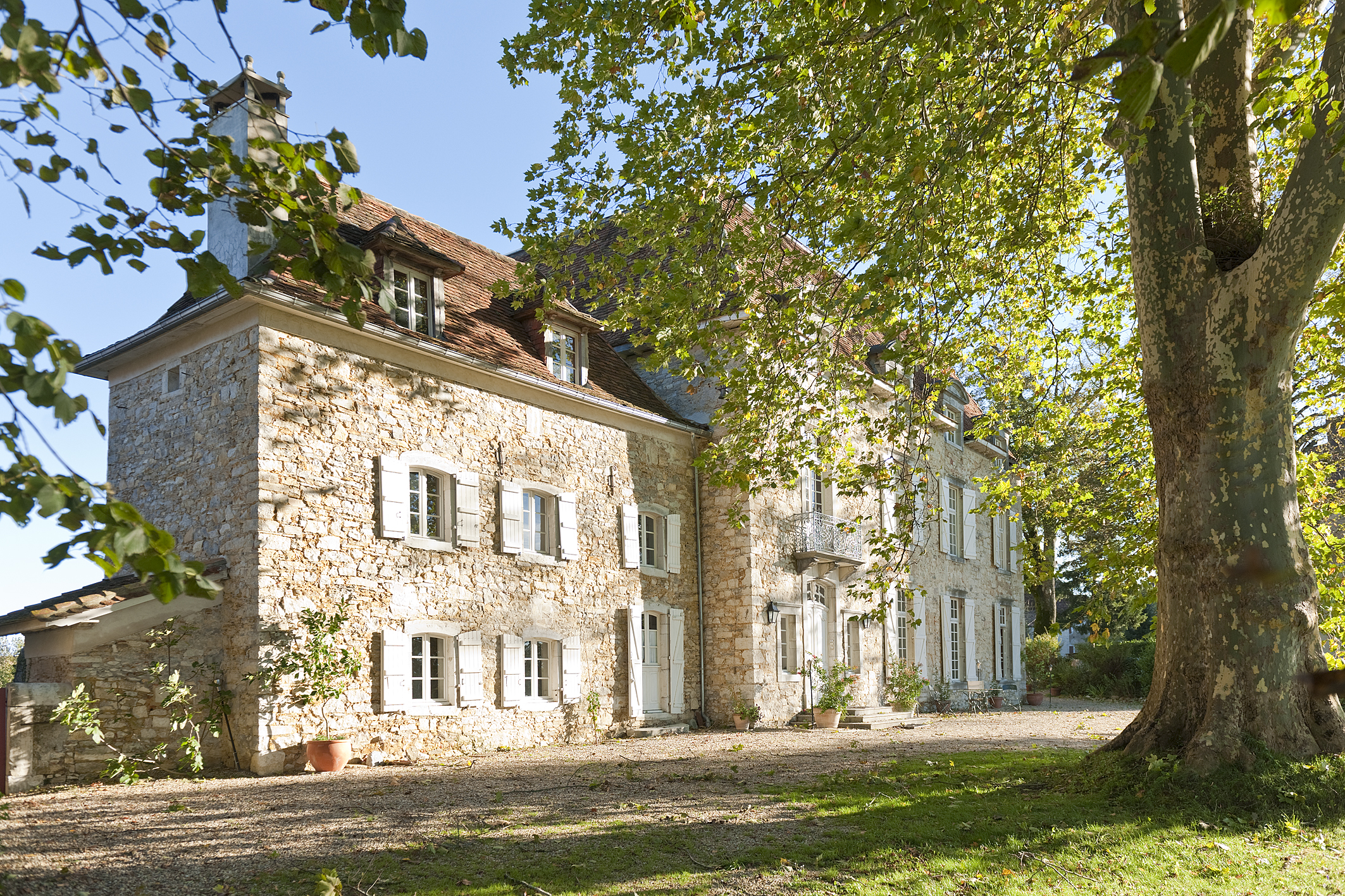
Южный фасад
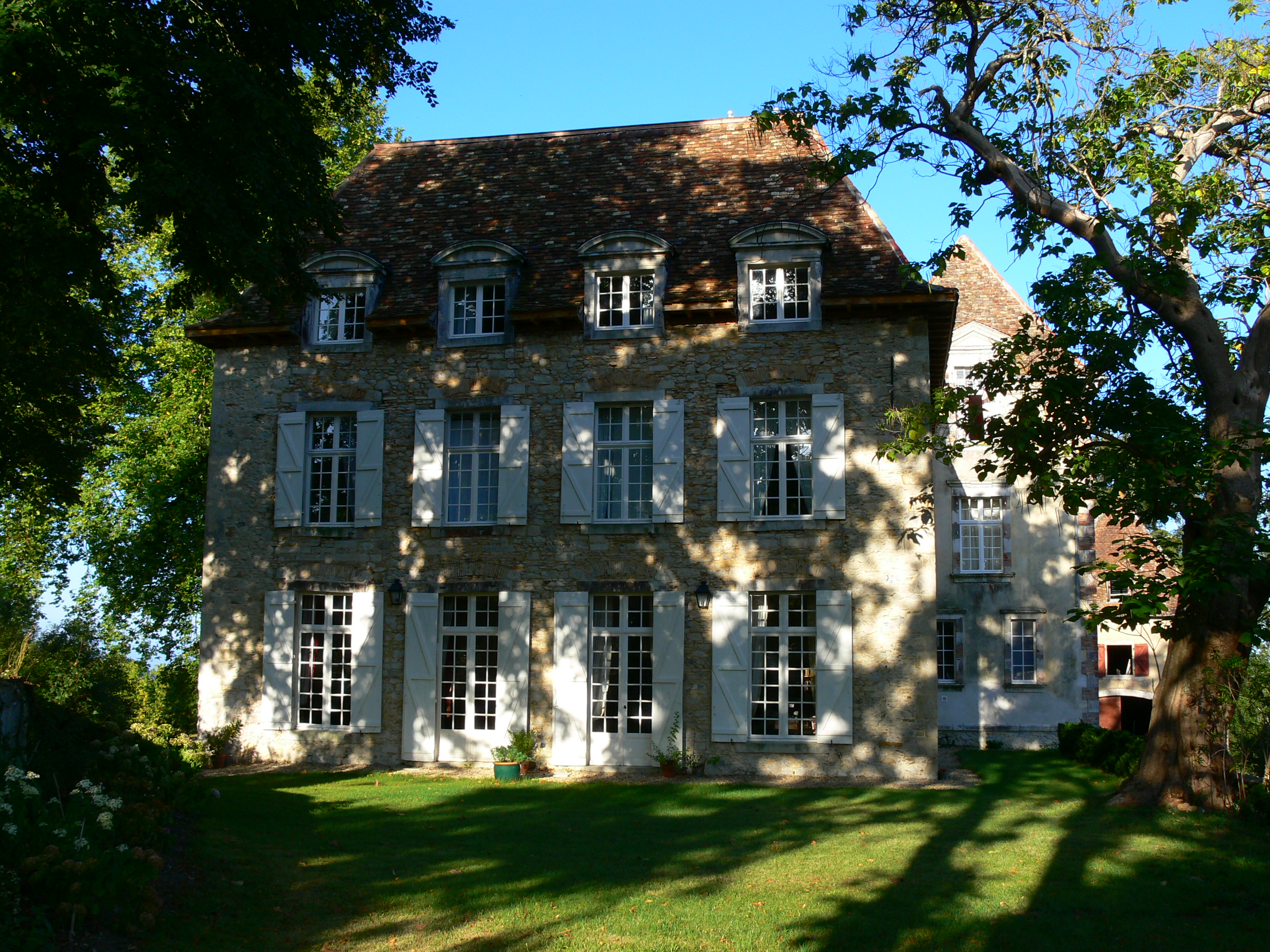
восточное крыло
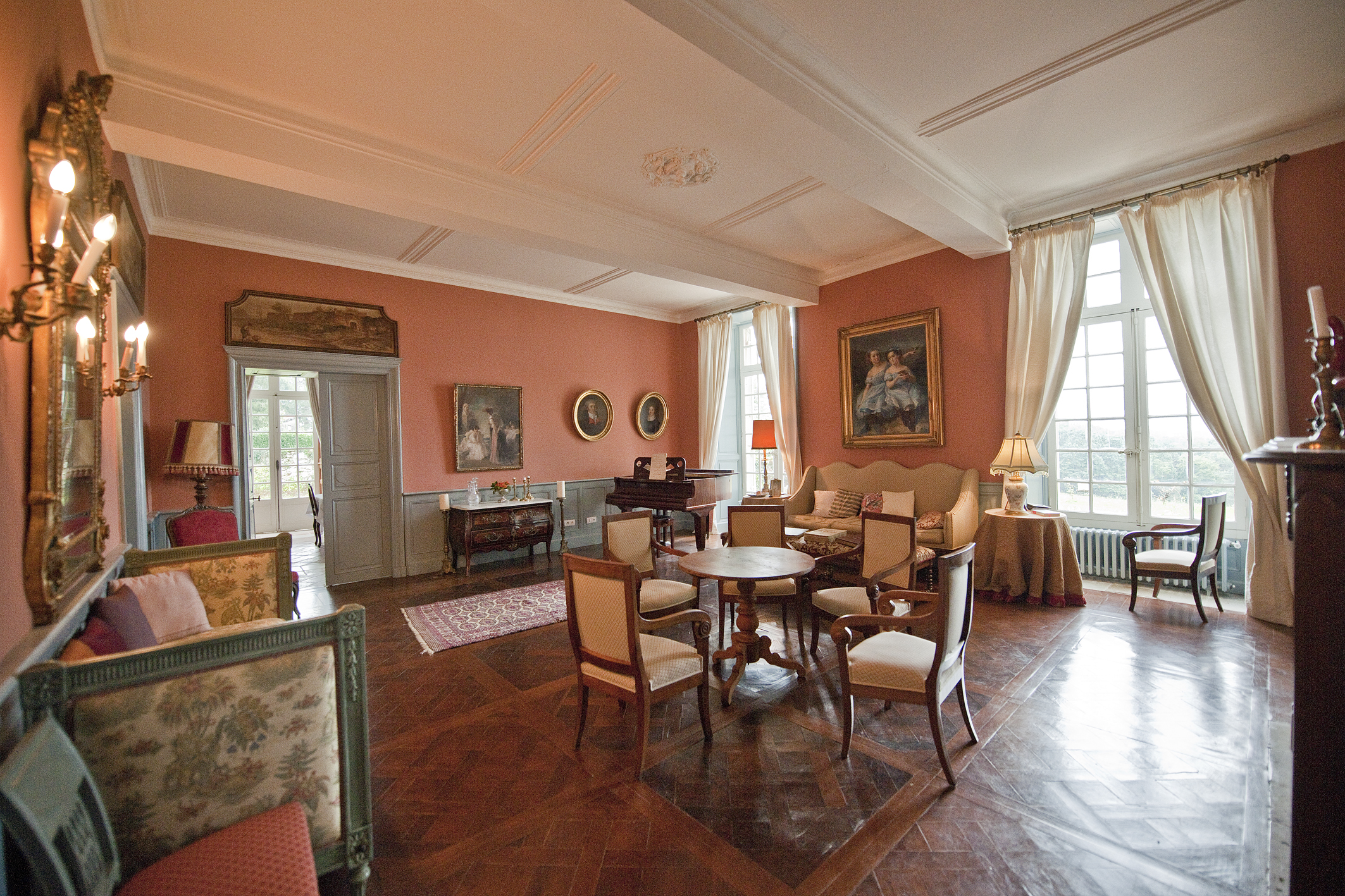
большая гостиная
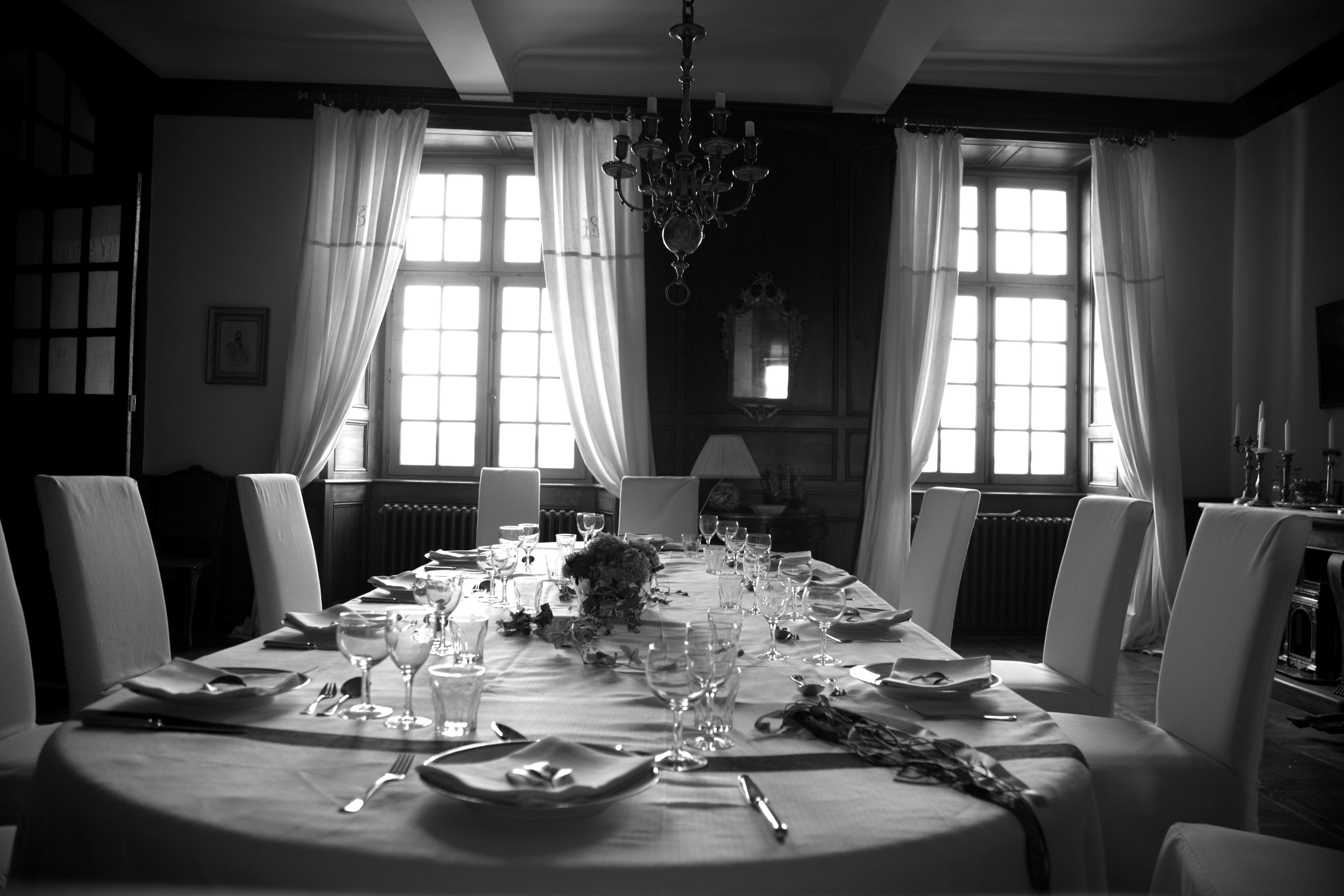
столовая
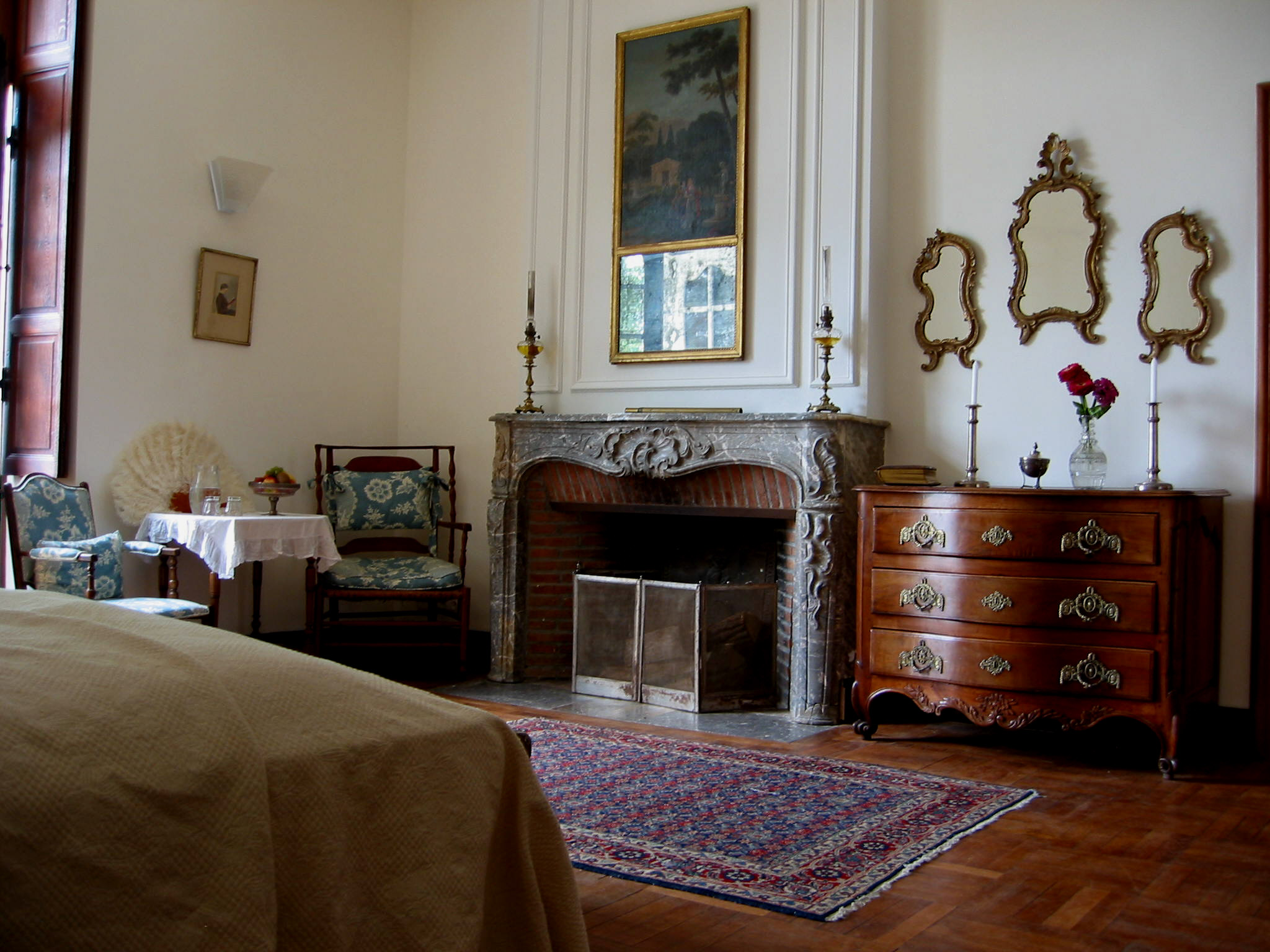
спальня Касамайор
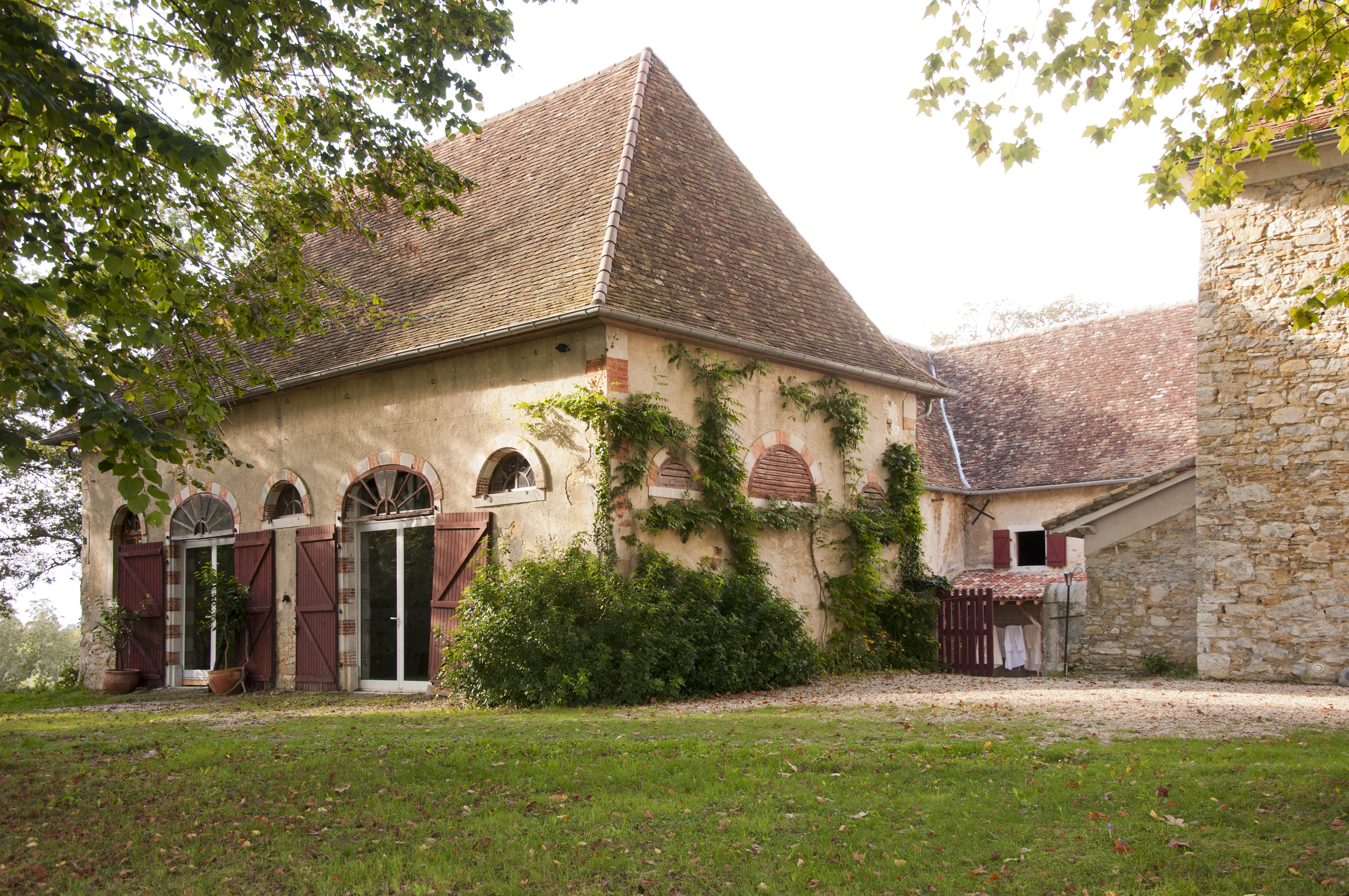
двор